# Milindapanha
Milindapanha (pali Pytania króla Milindy) – niekanoniczny tekst buddyjski zaliczany do literatury palijskiej, zawierający  dialog pomiędzy indo-greckim królem Menandrem (pali Milindą), a buddyjskim mędrcem Nagaseną. Dzieło jest kompilacją prac wielu autorów, powstałych w różnym czasie i miejscu.
Menander I był królem indo-greckim, rządzącym w okresie hellenistycznym na terenach  Azji Środkowej. Jego królestwo powstało na ruinach imperium Aleksandra Macedońskiego i zostało przez Menandra na początku 2. poł. II wieku p.n.e. znacznie rozszerzone. Dokonano tego poprzez inwazję na południowo-zachodnie tereny, przeżywającego kryzys, imperium Maurjów (Indie), a ze względu na fakt, iż Maurjowie przez kilka pokoleń intensywnie wspierali religie dharmiczne, Menandrowi przyszło rządzić ludnością w zdecydowanej większości buddyjską. 

## Powstanie
Autor utworu, a także czas powstania Milindapanhy pozostają nieznane, jednak na podstawie porównania tekstu palijskiego z tłumaczeniem chińskim z IV wieku n.e. (Nagasenabhiksusutra) przyjmuje się, że pierwszą część traktatu napisano pomiędzy rokiem 100 p.n.e., a 200 n.e., w północnych Indiach możliwe, że w języku innym niż język palijski (np. gandhari). Reszta to efekt pracy mnichów z Cejlonu, gdzie tekst trafił wraz z rozprzestrzenieniem się religii na inne części Azji. Najstarszy zachowany manuskrypt z rozszerzoną acz niepełną wersją, datowany jest na rok 1495.

## Treść
Traktat składa się z siedmiu części w formie dialogu, przy czym pytającym jest król Milinda, a odpowiada Nagasena. Przedmiotem ich rozmowy są główne założenia nauk Buddy, a treść nie dotyczy wydarzeń natury historycznej. Największą wartość literacką prezentują trzy pierwsze części, których autor przy pomocy wyszukanych paraboli wyjaśnia zawiłości buddyjskiej filozofii. Kolejne cztery mają charakter interpretacyjny w stosunku do wcześniej przedstawionych nauk.
Współcześnie uważa się, że forma dialogu zaprezentowana w Milindapanie jest charakterystyczna dla kultury indyjskiej i brak tu jakichkolwiek wpływów platońskich (co postulowano na wcześniejszych etapach badania tekstu).
Kolejna kwestia z jaką musieli zmierzyć się badacze, to pytanie o autentyczny stosunek do buddyzmu historycznego króla Menandra. Plutarch w Moraliach opisuje jego pogrzeb, podczas którego prochy zmarłego rozdzielono pomiędzy mieszkańców różnych miast i przechowywano w licznie fundowanych po jego śmierci „pomnikach” (Plutarchowi mogło chodzić o stupy; Moralia 821 D-E). Świadectwo to jest analogiczne do jednej z legend o Buddzie Siakjamunim, co w połączeniu z pozostałościami greckich monet (zawierających symbol Koła Dharmy), stanowi podstawę do twierdzenia, iż stosunek Menandra do buddyzmu był zapewne pozytywny (jednak zakres tej relacji pozostaje kwestią wciąż dyskutowaną).